# Сулеймен-тегин (караханидский хан)
Сулеймен-тегин Кадыр-Тамгач-хан ( ум.1098) – каган Западно-Караханидского ханства (1097—1098).    

## Биография
Потомок алидовской ветви династий Караханидов. Известенен с именем Сулеймен-тегин. Внук Ибрагима І. Относительно о отца есть разноглаеия: некоторые историки его отцом считает Наср І, а другие его брата Дауд-Кучтегинада, потому что после смерти он не надсвадовал ему, а только титул «тегина».
При Малик шахе, султана Сельджуской империи был его наместником  после свержения кагана Ахмада І в 1089 году.
Вскоре женился на сестре или дочери Малик-Шаха, Теркен-хатун 1092 отстранен от управления новым султаном Махмудом I.
1097 после гибели Масуд-хана I захватил власть. Для доказательства собственного статуса принял титул кадыр-тамгач-хана (мощный хан ханов). Продолжил политику последнего по поддержке Ахмада Санджара из Сельджукидов, за что свергнутый эмиром Дадбеком Хабаши ибн Алтунташом. Дальнейшая судьба неизвестна. Трон перешел к Махмуд-хану из другой ветви Алидов.